# Franz Trautmann (författare)
Franz Trautmann, född den 28 mars 1813 i München, död där den 2 november 1887, var en tysk novellist.
Trautmann gjorde sig ett namn genom gladlynta och tilltalande berättelser med ämnen mest hämtade från hans födelsestads medeltida minnen. Här kan nämnas Eppelein von Gailingen (1852), Die Abenteuer Herzog Christophs von Bayern (samma år; 3:e upplagan 1880), Die gute alte Zeit (1855), Meister Niclas Prugger (3 band, 1879) och Heitere münchener Stadtgeschichten (1881). 
Trautmann skrev även dramer, diktsamlingar (exempelvis Hell und dunkel, 1885), det konsthistoriska arbetet Kunst und Kunstgewerbe vom frühesten Mittelalter bis Ende des 18. Jahrhunderts (1869) och en biografi över Schwanthaler (1858).